# Бранетићки мајдани камена
Бранетићки мајдани камена налазе се у атарима села Горњи Бранетићи и Доњи Бранетићи у општини Горњи Милановац.

## Мајдан у Горњим Бранетићима
На Великом брду експлоатисан је ситнозрни пешчар, такозвани „тоциљњак”, чија боја варира у распону од сивобелог, преко зеленкастог, до жућкастог и плавкастог тона. Пешчар најфиније структуре употребљаван је за израду брусева и тоцила. Велику примену имао је и у изради надгробних споменика таковског и прањанског краја.

## Мајдан у Доњим Бранетићима
На потесу Врановица према Ручићима првобитно је вађен таман зрнасти „сигаш” од која су клесана најстарија надгробна обележја. Напуштен је у корист конгломерата крупног зрна. Овај камен је релативно лак за обраду, али пропадљив и подложан лишају и маховини.